# Franz Anton Kuen
Franz Anton Kuen (* 7. August 1679 in Bregenz; † 17. August 1742 in Weingarten (Württemberg)) war ein österreichischer Bildhauer des radikalen und dynamischen Barock.

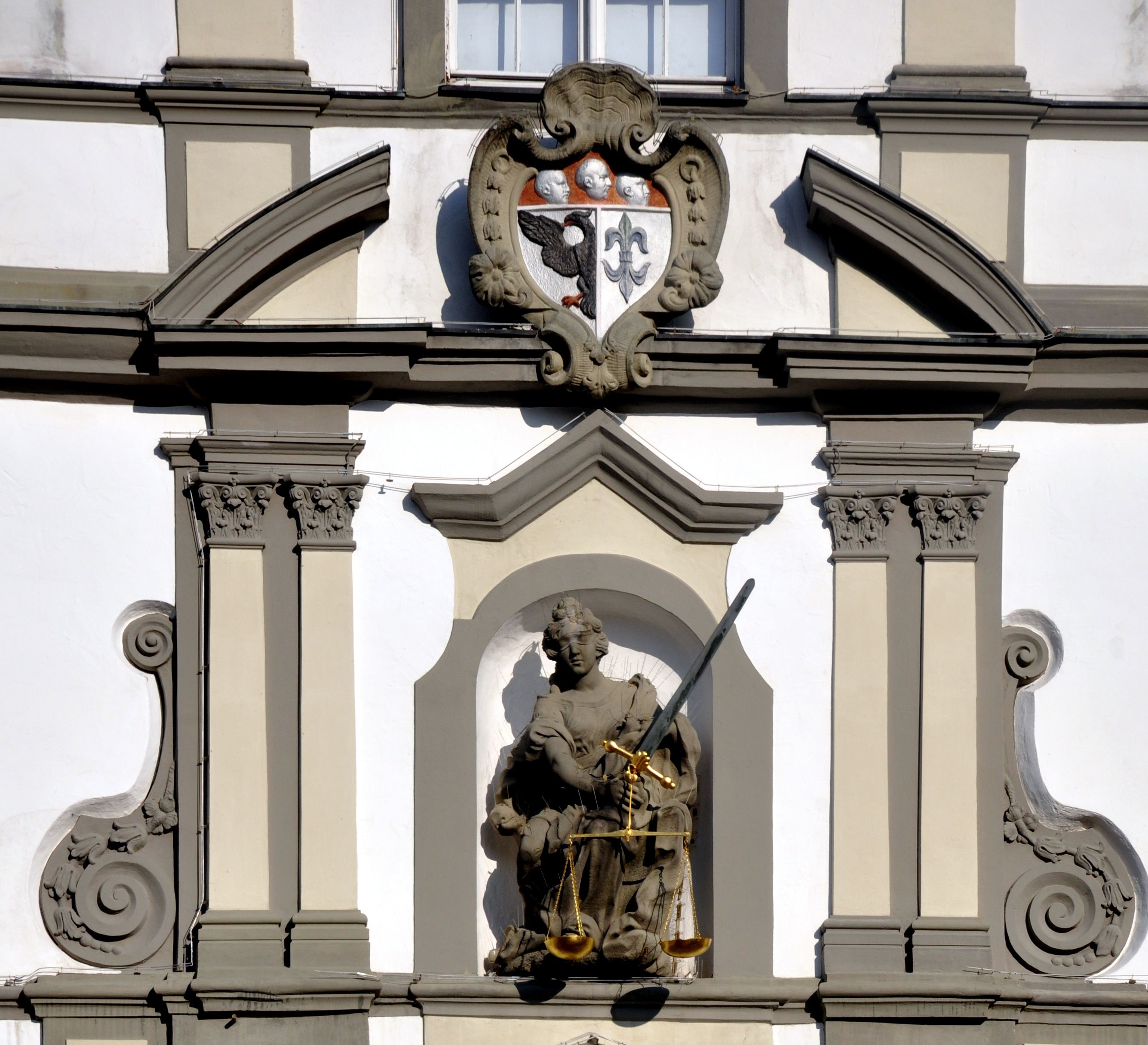
Stadtwappen-Relief und Justitia-Figur am Rathaus von Wangen im Allgäu, 1719

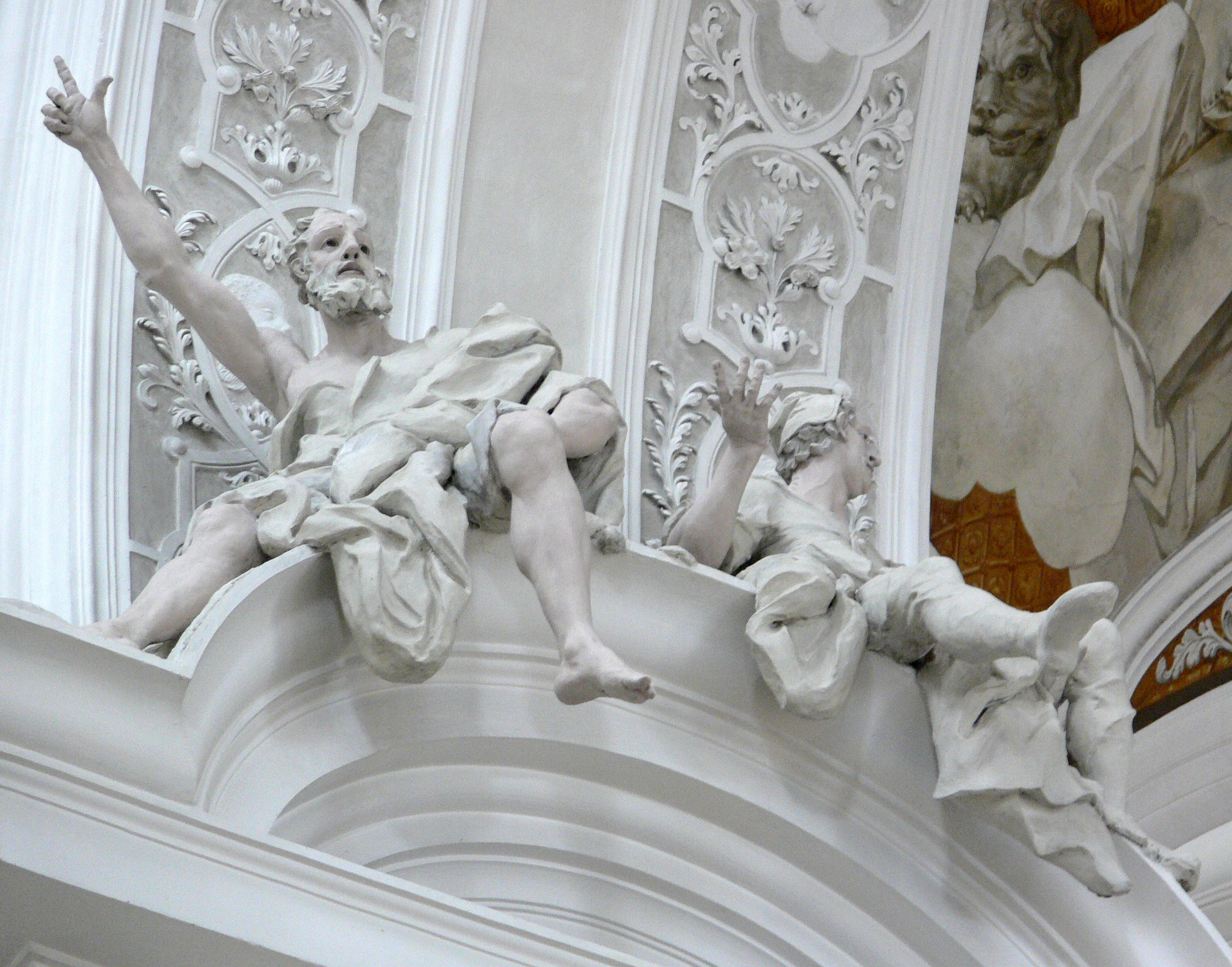
Zwei von acht Propheten-Skulpturen Kuens an den Vierungspfeilern der Basilika Weingarten, 1721

## Leben
Kuen war in dritter Generation Angehöriger einer bekannten Künstlerfamilie aus Hohenegg im damaligen Vorarlberg und Sohn des Bregenzer Kirchenarchitekten Johann Georg Kuen (1642–1691).
Er gehörte zu den bedeutenden Persönlichkeiten der Barockkunst in Böhmen und im Bodenseegebiet.
Die wichtigsten Stationen in Böhmen waren:
- 1713–1716 im Kloster Osek (Kloster Ossegg) mit der Ausstattung des Portals der Klosterkirche, hier vor allem die Statuen der vier Evangelisten, die zu seinen wichtigsten Werken gezählt werden
- 1716–1718 in Schloss Veltrusy mit den Skulpturen der Rosselenker und Hundeführer auf der Schlosstreppe, siehe
- um 1718 im Kloster Kladruby (Kloster Kladrau) mit den Skulpturen „Mucius Scaevola“ und „Herakles“ am Neuen Konventsgebäude, siehe

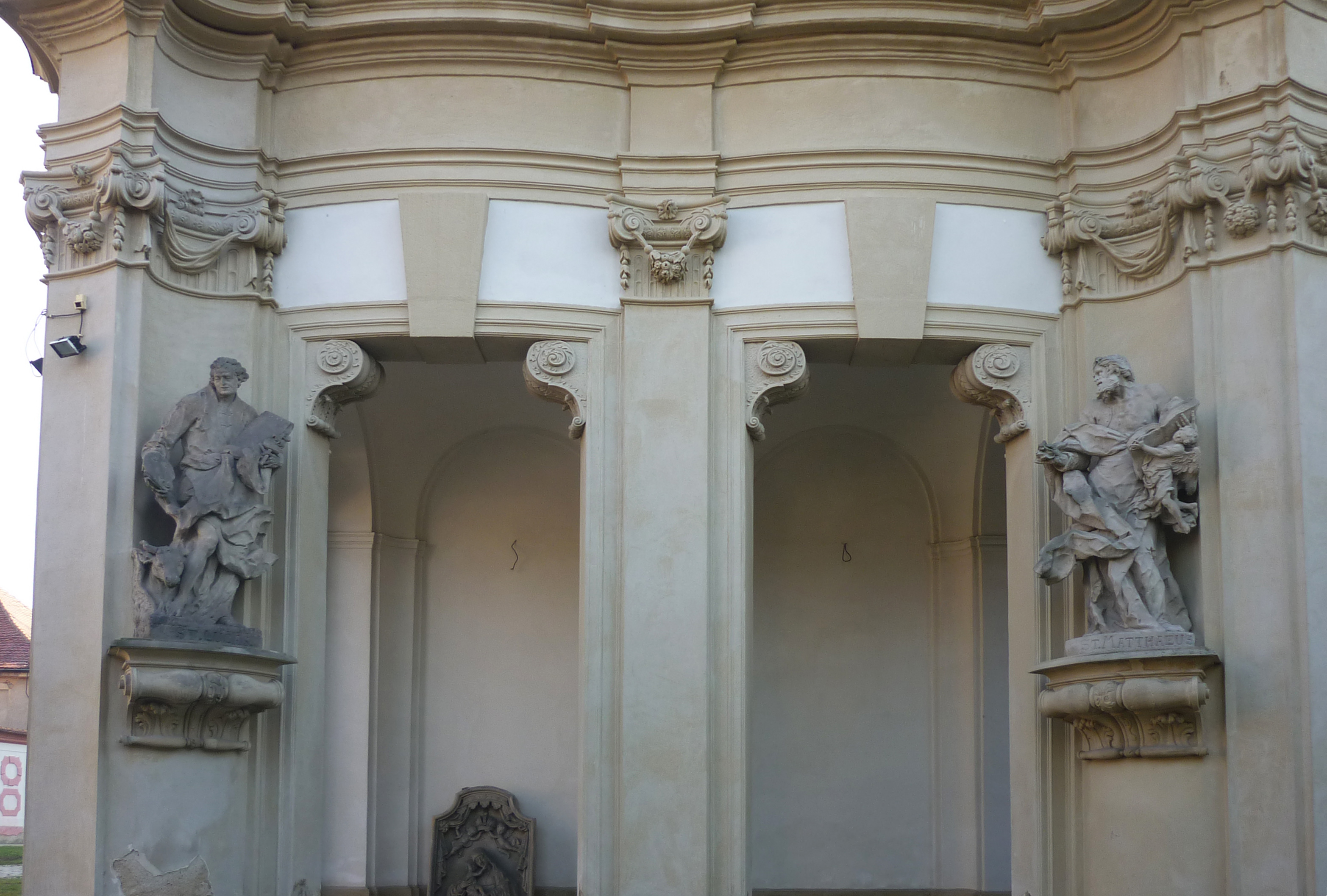
Evangelist Lukas und Matthäus an der Klosterkirche Osek
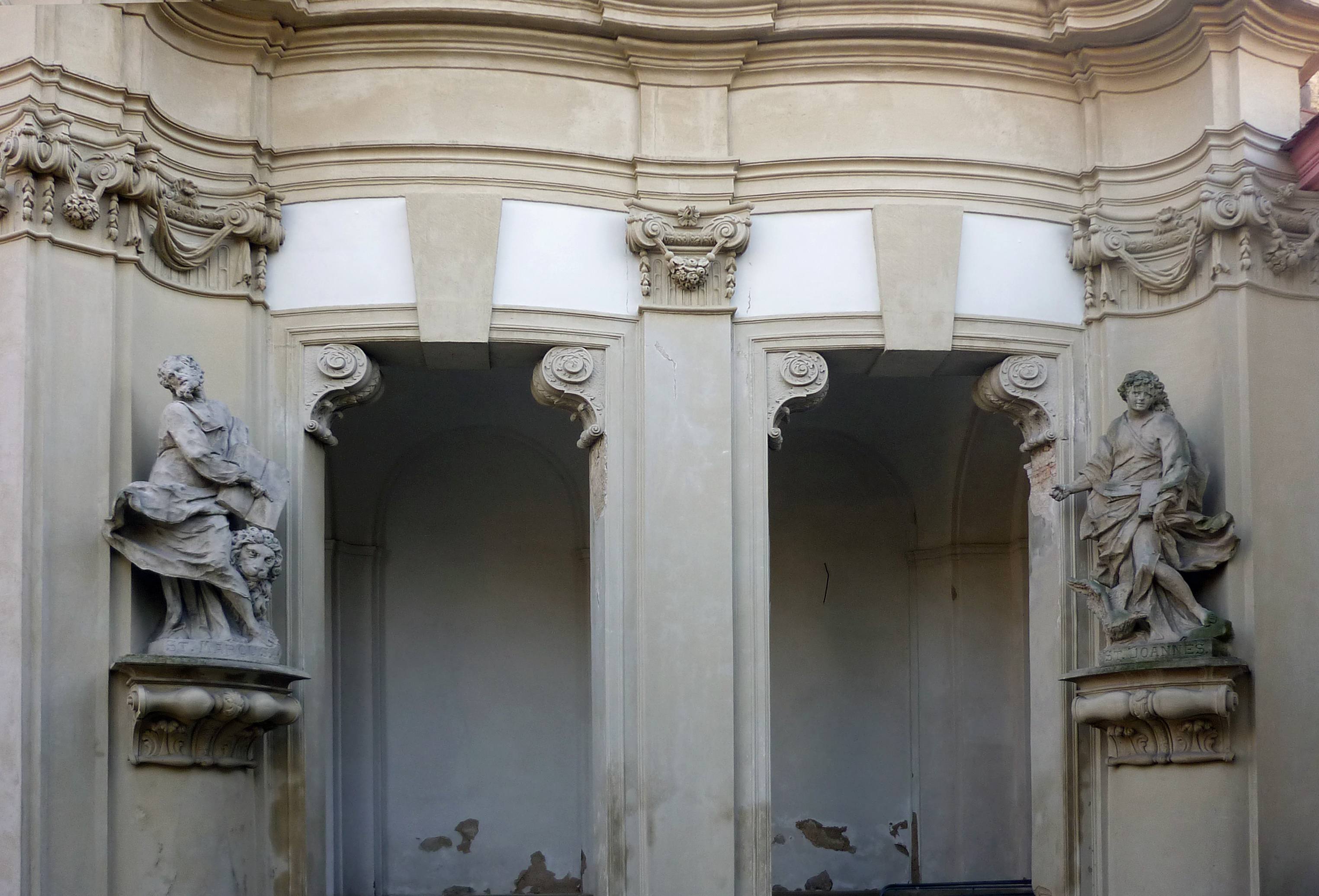
Evangelist Markus und Johannes an der Klosterkirche Osek

## Ehrungen
Nach Franz Anton Kuen ist die Kuenstraße in Weingarten (Württemberg) benannt.